# Maurice Boitel
Maurice Boitel (Tillières-sur-Avre, Normandía, 31 de julio de 1919 - Audresselles, Pas-de-Calais, 11 de agosto de 2007) fue un pintor francés figurativo, de la "joven pintura" (Jeune peinture) de la escuela de París, ha pintado mucho a Cadaqués, provincia de Gerona.
Después de haber frecuentado la Escuela Nacional Superior de Bellas Artes, de París, donde conoció a sus amigos Bernard Buffet, Daniel du Janerand y Louis Vuillermoz. Maurice Boitel ha obtenido el premio de la casa Abd-el-Tif en Argel, donde permaneció dos años (1946-1947).
Ha obtenido casi todos los premios de pintura francesa, la medalla de oro del Instituto de Francia y la de los Artistas Franceses; y fue miembro de los comités de los principales salones de París (Salon d'Automne, salon des Artistes Français, Salon de la société Nationale des Beaux Arts, Salon "Comparaisons", Salon "Tierra Latina", Salon du dessin et de la Peinture à l'eau).
Ha sobre todo pintado a Cadaqués (Cataluña, España), a Audresselles, a Boulogne-sur-Mer, a Nuits-Saint-Georges (Borgoña), a Ambazac (Limosino), en las islas del Atlántico, y a Niza, Roma, Florencia y Venecia.

## Vida artística
Maurice Boitel pertenece al movimiento artístico llamado "Joven pintura" (Jeune Peinture) de la escuela de París, con pintores como Bernard Buffet, Yves Brayer, Louis Vuillermoz, Pierre-Henry, Daniel du Janerand, Gaston Sébire, Paul Collomb, Jean Monneret, Noe Canjura, y Gaëtan de Rosnay.

### Vocación
Maurice Boitel nació en Tillières-sur-Avre, departamento de Eure, en Normandía, hijo de un abogado, miembro de la Tercera orden de San Francisco, y de una madre parisina, de ascendencia burgundia. Hasta sus veinte años, Mauricio Boitel vivió en Borgoña Gevrey-Chambertin. En esta hermosa provincia, su arte reflejaba su enorme amor por la naturaleza, y también el sentimiento de "joie de vivre".
Comenzó a dibujar a la temprana edad de cinco años.

### Formación artística:École nationale supérieure des beaux-arts(París)
Maurice Boitel estudió en las Escuelas de Arte de Boulogne-sur-Mer y de Amiens, ciudades en las que sus padres vivieron durante unos pocos años. Entonces su familia volvió a Borgoña, a Nuits-Saint-Georges y estudió en la academia de Bellas Artes de Dijon.
Él pasó exitosamente el examen para entrar en la Academia Nacional de Bellas Artes École nationale supérieure des beaux-arts (París). En 1942 y 1943, durante el período más dificultoso de la ocupación alemana, en su estudio situado en el centro de París, Mauricio Boitel refugió a varios judíos, entre los cuales se encontraba el periodista Henry Jelinek.
Una gran parte de sus cuadros entre 1944 y 1946, fueron comprados por un coleccionista británico, y están todavía en Londres.

### Obra
El pintor evolucionó continua e imperceptiblemente durante toda su vida: después de 1946, año en el que contrajo matrimonio, se volcó a una pintura expresiva, después de 1946 a 1952, sus imágenes fueron muy coloridas especialmente en Argelia. De 1952 a 1965, sus obras se mostraban muy personales: en sus paisajes, muy trabajados, los objetos están definidos por contornos negros. Durante este período, Maurice Boitel pintaría con soberbia y oscuridad de las tormentas, de botes en la playa, ruinas de guerra. El también pinta personajes: payasos, marineros, retratos, etcétera.

### En Cadaqués, provincia de Gerona
Entonces, de 1958 a 1965, el pintó en Cadaqués (España) cada verano. Sigue con el mismo estilo, contornos duros, pero donde pasa la luz y los colores agudos del Mediterráneo (paisajes, marinas, retratos, muchedumbres en la playa).

### Nueva evolución
Desde 1965, su obra permanece estructurada pero él hace contornos menos definidos: también usa acuarelas en particular en Niza, en Italia y en Sancerrois. Cada año, Maurice Boitel va a la Cape Gris-Nez, en Audresselles, o en Ambazac. El área de París, donde él residía usualmente, también lo proveyó de muchos temas (Montmartre, el bosque de Vincennes, islas del Sena, el Marne, Guermantes y Conches-sur-Gondoire). Durante los ochenta, él tiende a evocar una realidad idealizada.

### Exhibiciones, premios y salones
- En 1946, Maurice Boitel recibió el Abd-el-Tif prize el cual le permintió permanecer por dos años en Argel con Marie-Lucie, su esposa, y su primero hijo, Domingo-Pablo. A su regreso de Argelia, exhibió en París en las exhibiciones de Joven Pintura, Jeune Peinture, Artistas Independientes, Salon des Indépendants, el Salon d'Automne, y en el Salon du dessin et de la peinture à l'eau (Dibujo y acuarela), el Salon des Artistes Français, el Salón de la Sociedad Nacional de Bellas Artes, Société Nationale des Beaux Arts, y con Comparisons, Salon "Comparaisons" ; hasta 2004, él fue miembro estas últimas dos sociedades.

- En 1949, Maurice Boitel presentó una exhibición individual de sus cuadros de Argelia en la Galería de Elysée, rue du Faubourg Saint-Honoré (París), en ese momento el centro europeo del arte.
- En 1951, una nueva exhibición individual en la misma galería. El también participó en una exhibición grupal en la Galería Suillerot y temática, presidida por el productor Jacques Hébertot, dentro del marco de la Asociación de Pintores Amateurs.
- En 1958, recibe el premio Robert Antral de la Ciudad de París, y tuvo simultáneamente una exhibición individual en el Museo de Arte Moderno de la Ciudad de París (Palais de Chaillot) y en la Galería Rene Drouet, rue du Faubourg Saint-Honoré (París), donde presentó exhibiciones individuales bienales durante veinte años.
- In 1959, ganó el premio Winsor y Newton (París-Londres);
- Durante los cincuenta, Maurice Boitel fue engargado de decorar dos establecimientos educativos estatales: en Montreuil, Seine-Saint-Denis (comuna de Sena San Denis) y en Montgeron (comuna de Essonne).
- En 1963, en el premio Puvis de Chavannes, entregado por la Sociedad de Bellas Artes, le permitió exhibir todos sus trabajos en el Museo de Arte Moderno de París.
- En 1966, Mauricio Boitel recibió Premio Francis Smith, el cual le permitió permanecer en Portugal (Peniche, Óbidos).
- En 1968, recibió la Medalla de Oro de los Artistas Franceses y la Academia de Bellas Artes.
- En 1980, El Instituto def Francia le otorgó el Premio Dumas-Milliers.
- En 1980: Exhibiciones individuales en la Galería Contini en Caracas(Venezuela).
- Muchos otros premios distintos coronaron su carrera de pintor, enter los cuales está el Grand-Prix (Gran Premio) del General Council de Sena y Marne (1974), el Premio Roger Deverin, etcétera.
- Exhibiciones individuales, en los museos de las siguientes ciudades: Boulogne-sur-Mer en 1976, Saint-Maur-des-Fossés en 1977, Montbard en 1982, Montreuil-sur-Mer en 1993, permitiéndole presentarse en importantes salones, de la retrospectiva con grandes mesas donde aparecían las composiciones, así como los paisajes de Francia, Italia, España, Portugal, Holanda, etcétera.
- En 1990, el Salon d'Automne de París realizó un homenaje a Maurice Boitel en tres salas de Grand Palais de París.
- En 1999, El presidente Jean Monneret y el Comité del Salon des Indépendants de París lo invitó a presentar una retrospectiva de sus obras.
- En 2003, los miembros de la Société Nationale des Beaux-Arts (Sociedad Nacional de Bellas Artes) le entregó la Medalla de Oro.
- En 2007, el comité de la Société Nationale des Beaux-Arts creó el tituló de Miembro de Honor el cual fue dado a Maurice Boitel, como uno de los más famosos pintores de salón en vida.

Él fue invitado de honor en importantes exhibiciones de pintura como: Rosny-sous-Bois (1980), Blois (1983), Wimereux (1984), Villeneuve-le-Roi (1984), Yvetot (1986), Alfortville (1987), Bourges (1987), Saumur (1987), Metz (1991), Limoges (1992), Tours (1992).

### Ubicación de sus obras
Conocedores de arte de Gran Bretaña, Estados Unidos, Alemania, Suiza, Brasil, Irán, Japón, Venezuela, Arabia Saudita, Líbano, México, entre otros países, adquirieron muchos cuadros, así como también lo hizo el Estado francés y la ciudad de París.
Algunas de sus obras pueden ser vistas en museos de las siguientes ciudades: Dijon, St-Maur des fossés, Sceaux, Valence, Argel, Constantina, Bugía en particular y también en la alcaldía de París y en embajadas francesas alrededor del mundo.

### Entorno
Sus amigos más cercanos eran artistas también: el compositor Henri Dutilleux, o los pintores Daniel du Janerand, Gabriel Deschamps, Louis Vuillermoz, Pierre-Henry, André Vignoles, Pierre Gaillardot, Rodolphe Caillaux, Jean-Pierre Alaux, Bernard Buffet, André Hambourg, Emilio Grau Sala , Jean Carzou, Paul Collomb y los dos hermanos Ramón y Antoni Pitxot.

## Últimas exhibiciones
- mayo-septiembre de 2011: museo de Nuits-Saint-Georges en Burgundia exhibición personal
- Noviembre de 2010: Grand Palais de París, Salon "Société Nationale des Beaux-Arts" y "Salon du dessin et de la Peinture à l'eau.
- diciembre de 2010: Carrousel du Louvre, salón de la "Société Nationale des Beaux-Arts"
- septiembre de 2010: Patio de Saint-Mandé, exhibición personal
- mayo de 2010: castello-museo de Boulogne-sur-Mer, salla del rey-conte: 26 grandes cuadros de Maurice Boitel con algunos cuadros de Bernard Buffet, Jansem, Michel-Henry, Pierre-Henry, Louis Vuillermoz, Jean-Pierre Alaux
- Noviembre de 2009: Grand Palais, Salon "Comparaisons" y "Salon du dessin et de la Peinture à l'eau: 3 de noviembre hasta 9 de noviembre de 2009.
- 10-13 de diciembre de 2009: Carrousel du Louvre, salón de la "Société Nationale des Beaux-Arts"